# Carl C:son Bonde
Carl Carlsson Bonde, känd som Carl C:son Bonde, född 28 februari 1897 i Rytterne socken, Västmanland, död 8 maj 1990 i Mörkö, Södertälje kommun, var en svensk greve och militär (överste).

## Biografi
Bonde tillhörde grevliga ätten Bonde af Björnö (nr 41) och var son till hovstallmästare, greve Carl Bonde och Blanche Dickson. Han blev fänrik vid Livregementets husarer (K 3) 1917 och diplomerades från Handelshögskolan i Stockholm 1933. Bonde var kapten i generalstaben 1935, blev major 1940, överstelöjtnant och avdelningschef i försvarsstaben 1943, överste på reservstat 1945 och tog avsked 1957. Han var militärattaché i London 1937-1938, kompanichef för Svenska frivilligkåren i Finland 1939-1940, bataljonschef i finska armén 1941-1942 och finsk överstelöjtnant 1942.
Bonde innehade Vibyholms fideikommiss och arrenderade Hörningsholms fideikommiss och Tjolöholms slott till 1964. Han var medlem av statens utlänningskommission 1944-1945, ordförande i Stockholms högskolas elevkår 1932-1933, Stockholms studentkårs förbundsstyrelse 1933-1934. Bonde var ordförande i Svenska bridgeförbundet från 1960 och vice ordförande i European Bridge League från 1950. Han var ordförande i World Bridge Federation 1968-1970.
Bonde var gift första gången 1920-1945 med Martha Mörner (född 1900), dotter till ryttmästare Hjalmar Mörner och Martha Sylvan. Han gifte sig andra gången 1946 med Greta Swartling (1905-1961), dotter till bankdirektören John Swartling och Alice Borg. Bonde gifte sig tredje gången 1962 med grevinnan Elisabeth Wachtmeister af Johannishus (1926-1972), dotter till hovjägmästaren greve Otto Wachtmeister och Brita Nordenstierna.
Han var far till Gustaf C:son Bonde (1921–1997), Catharina (1922–1968), gift med directorn vid London School of Journalism Geoffrey Butler (född 1898), och Cecilia (1926–2010), gift med skriftställaren Henric Ståhl (1908–1991).

## Utmärkelser
Bondes utmärkelser:
- Riddare av Svärdsorden (RSO)
- Guldmedalj för berömliga gärningar (GMbg)
- Finska Frihetskorsets orden av 2. och 4. klass med svärd (FFrK2o4klmsv)
- Finska Frihetskorsets orden av 3. klass med svärd och eklöv (3klmsvoekl)
- 2 Finska krigsminnesmedaljer med spänne och svärd (2FMMmsposv)
- Norska Haakon VII:s Frihetskors (NFrK)
- Storbritannisk minnesmedalj (StbMM)